# Slaget vid Alma
Slaget vid Alma var ett fältslag under krimkriget som utspelade sig den 20 september 1854. Slaget stod vid floden Alma på Krimhalvön, mellan en brittisk-fransk-osmansk armé på sammanlagt 60–62 000 man och en rysk på drygt 37 000, som tagit ställning på ett par befästa höjder längs flodens norra strand. På morgonen den 20 september gick de allierade till anfall och intog de ryska försvarsverken ett efter ett. Efter cirka två timmars strid var den ryska armén besegrad.  
Förlusterna på allierad sida uppgick i runda tal till 3 300 döda och sårade. På rysk sida förlorade man över 5 700 man, varav 700–800 var krigsfångar. Framgången var dock inte avgörande då huvuddelen av den ryska armén lyckades undkomma från slagfältet intakt. Segern innebar icke desto mindre att vägen mot Sevastopol öppnades för de allierade. Den brittiske befälhavaren lord Raglan beslöt emellertid, i samråd med sin franske kollega marskalk Saint-Arnaud, att göra halt för att låta trupperna vila. Genom detta beslut fick ryssarna tid på sig att sätta Sevastopols försvar i stridbart skick. 

### Webbkällor
- Encyclopedia Britannica - Battle of Alma (på engelska)